# Портянко, Алексей Михайлович
Алексей Михайлович Портянко (29 марта 1921, Воронеж, Черниговская губерния — ноябрь 1978, Москва) — советский скульптор-монументалист. Автор памятника Льву Толстому в Москве и ряда памятников В. И. Ленину.

## Биография

Памятник Льву Толстому в Москве

Памятник В. И. Ленину в Пятигорске

Скульптура В. И. Ленина в читальном зале № 3 РГБ

Родился 29 марта 1921 года в посёлке Воронеже (ныне Сумская область Украины) в семье крестьян Михаила Ивановича Портянко и Федосии Яковлевны Кобы. В 1929 пошёл в первый класс Воронежской средней школы, которую окончил в 1940 году.
С детства увлекался скульптурой. В окрестностях его посёлка в изобилии встречались куски меловых пород, из которых юный Алексей делал скульптуры. В возрасте 14 лет он вырубил из куска меловой породы образ поэта Шота Руставели. Он также выполнил из мела портрет Тараса Шевченко, образы учителей и друзей. Отправив фотографии скульптур в Харьковский художественный институт, получил приглашение. В 1940 году он поступил в институт, однако не смог продолжить учёбу, так как в том же году был призван в РККА. Принимал участие в Великой Отечественной войне. Служил командиром хозяйственного взвода 131 зенитной артиллерийской бригады. Награждён медалями «За оборону Кавказа» и «За победу над Германией в Великой Отечественной войне 1941—1945 гг.».
После демобилизации в 1946 году поступил на скульптурный факультет Ленинградского института живописи, скульптуры и архитектуры имени И. Е. Репина. Его первые скульптурные работы были посвящены теме войны: «Атака», «Солдат мотающий обмотки». В 1952 году А. М. Портянко окончил институт, защитив на отлично дипломную работу «В. И. Ленин, И. В. Сталин, Я. М. Свердлов за разработкой плана наступления на Царицынском фронте» (руководитель В. В. Лишев).
После окончания института вместе с однокурсником Б. В. Едуновым был приглашён в Москву для постоянной работы под руководством скульптора Н. В. Томского. И. М. Портянко и Б. В. Едунов вместе выполнили ряд заказов, включая скульптуры для ВСХВ. Наиболее крупной их совместной работой стал памятник художнику В. В. Верещагину в Череповце. Для Дворца культуры и науки в Варшаве И. М. Портянко выполнил фигуру, олицетворяющую Советский Союз.
После переезда из Ленинграда А. М. Портянко сначала поселился по адресу: станция Клязьма, село Звягино, Советская улица, дом 19. В 1957 году купил половину жилого дома в Люберцах адресу: Златоустовская улица, дом 15А (ныне в составе Косино-Ухтомского района Москвы). На тот момент у скульптора была государственная мастерская в Москве (Оружейный переулок, дом 15). Эта мастерская была слишком мала для масштабных работ, и он обратился к властям города Люберцы с просьбой дать разрешение на строительство творческой мастерской на арендуемом под жилым домом участке. Эта просьба была удовлетворена.
А. М. Портянко выполнил ряд произведений в стиле социалистического реализма. Много работал над образом В. И. Ленина: скульптура В. И. Ленина для читального зала Государственной библиотеки СССР имени В. И. Ленина, мраморный бюст В. И. Ленина для Высшей партийной школы при ЦК КПСС, бюст для посольства СССР в Пакистане и другие. За памятник В. И. Ленину в Пятигорске он был выдвинут на соискание Государственной премии РСФСР.
Одной из крупных работ скульптора был памятник Льву Толстому в Москве, над которым он работал около 18 лет. А. М. Портянко создал галерею портретов выдающихся современников, выполненных с натуры: академика П. Л. Капицы, народного артиста СССР И. С. Козловского, архитекторов В. Г. Гельфрейха, А. Ф. Хрякова, В. А. Щуко, революционера Ф. А. Афанасьева и других.
Незадолго до смерти скульптор работал над памятником В. И. Ленину в Тюмени. Умер в ноябре 1978 года. Памятник В. И. Ленину был открыт на центральной площади Тюмени в 1979 году, завершить дело А. М. Портянко помог его сын Николай.

## Работы
Памятники
- Памятник художнику В. В. Верещагину в Череповце (1957; совместно со скульптором Б. В. Едуновым, архитектор А. В. Гуляев) — объект культурного наследия федерального значения[9][3]
- Памятник В. И. Ленину в Комсомольске-на-Амуре (1957; архитекторы А. С Демирханов, В. Т. Шимко) — объект культурного наследия регионального значения[10]
- Памятник В. И. Ленину в городе Лодейное Поле
- Памятник В. И. Ленину в Пятигорске (1971; архитекторы В. В. Богданов, В. П. Соколов) — объект культурного наследия регионального значения[11]
- Памятник Льву Толстому в Москве на Девичьем поле (1972; архитекторы В. В. Богданов, В. П. Соколов) — выявленный объект культурного наследия[12]
- Памятник В. И. Ленину в Тюмени (1979; архитектор Г. И. Гаврилов) — объект культурного наследия регионального значения[13]
- Памятник-бюст П. Л. Капице в Кронштадте (1979; архитекторы В. В. Богданов, Л. Л. Капица)[14].
- Памятник В. И. Ленину в Люберцах у Дворца культуры. Предназначался для одного из сибирских городов, но после августовских событий 1991 года остался невостребованным и долгое время находился в мастерской скульптора. Установлен в 2002 году[15].
- Бюст М. Н. Митрофанову в Люберцах[15] (чугун). Водитель М. Н. Митрофанов ценой своей жизни спас пассажиров автобуса[16].
- Бюст авиаконструктору Н. И. Камову на территории Ухтомского вертолётного завода[15]
- «Плачущий мальчик» в городе Дзержинском городского округа Люберцы (1970-е). Памятник посвящён жителям посёлка Дзержинского, погибшим в годы Великой Отечественной войны.
- Модель памятника «Слава шахтерам Донбасса» (музей Кемерова).

Портреты
- Академик П. Л. Капица (1975; бронза; Государственный музейно-выставочный центр «РОСИЗО»)[17]
- Академик П. Л. Капица (бронза; Магнитогорская картинная галерея)[18]
- П. Л. Капица за работой (бронза; Национальный музей Республики Калмыкия имени Н. Н. Пальмова)[19]
- Народный артист СССР И. С. Козловский (1950-е; бронза; Музей Большого театра, Музей изобразительных искусств Кузбасса)[20][21]
- Строитель (1950-е; мрамор; Оренбургский областной музей изобразительных искусств)[22]
- Учительница (1954)[23][3]
- Ткачиха (1950-е)
- Портрет сына (1950-е)
- И. В. Сталин (1955; гипс; Государственный музей политической истории России)[24]
- Я. М. Свердлов (1955; гипс; Государственный музей политической истории России)[25]
- В. И. Ленин (1978; бронза; читальный зал № 3 Российской государственной библиотеки)[26]
- В. И. Ленин (мрамор; Государственный музейно-выставочный центр «РОСИЗО»)[27]
- В. И. Ленин (мрамор; Высшая партийная школа при ЦК КПСС)[1]
- В. И. Ленин (посольство СССР в Пакистане)[1]
- Л. Н. Толстой (гранит; Приморская государственная картинная галерея)[28]
- Заслуженный мастер спорта Л. С. Латынина (1950-е; мрамор; Музей Норильска)[29]
- Лауреат Ленинской премии, инженер Агеев (мрамор; Зеленогорский музейно-выставочный центр)[30]
- Архитектор В. Г. Гельфрейх[1] (1950-е)
- Архитектор А. Ф. Хряков[1] (1950-е)
- Архитектор В. А. Щуко[1] (1950-е)
- Архитектор В. В. Богданов (1950-е)
- Революционер Ф. А. Афанасьев[1]

Композиции
- В. И. Ленин, И. В. Сталин, Я. М. Свердлов за разработкой плана наступления на Царицынском фронте (1951; бронза; Центральный военно-морской музей имени императора Петра Великого)[31]